# 8080 Intel
A 8080 Intel (ideiglenes jelöléssel 1987 WU2) a Naprendszer kisbolygóövében található aszteroida. A CERGA program keretében fedezték fel 1987. november 17-én.